# Vlasta (hetilap)
Vlasta elsősorban nőknek szóló hetilap Csehországban.

## Története
A Cseh Nőszövetség egykori elnöke Milada Horáková alapította 1947-ben. Első főszerkesztője Nina Bonhardová írónő volt. A hetilap rövidesen rendkívül nagy népszerűségre tett szert, már kiadásának első évében 100 000 példányszámban adták ki. Az 1948-as kommunista hatalomátvétel után a Csehszlovák Nőszövetség hivatalos sajtóterméke lett. A szocializmus évtizedeiben a legnépszerűbb cseh női hetilap már több százezres példányszámban jelent meg. Jelenleg 84 oldal terjedelemben a prágai Sanoma Media kiadó jelenteti meg.